# Piros Egyetemi Épület
A vörös egyetemi épület (ukránul: Червоний корпус Київського університету, magyar átírásban: cservonij korpusz Kijivszkoho Nacionalnoho Unyiverszitetu) a Kijevi Nemzeti Egyetem főépülete és egyúttal legrégebbi épülete, amely Kijev központjában, a  Volodimirszka 60. szám alatt található. A klasszicista épület a Kijevi Nemzeti Egyetem és az ukrán felsőoktatás fontos szimbóluma. A vörös épület szerepel továbbá az ukrán százhrivnyás bankjegyen.

## Történelme[1]
1837 és 1843 között épült, és egy késői klasszicizmus stílusú építkezésben. A tervezője az olasz származású Vincent Beretti volt, aki az Orosz Birodalomnak dolgozott. Az épület körbezár egy udvart, a homlokzata 145,68 méter hosszú. Az épület falai pirosra, a tartóoszlopok tetejei pedig feketére vannak festve, amelyek megegyeznek I. Vlagyimir rendjének csíkjaival, mivel az egyetem erről lett elnevezve. A rend mottója "Előny, becsület és dicsőség" mind a mai napig az egyetemé is. A helyi túravezetők gyakran említik, hogy II. Miklós rendelte el az épület pirosra festését, hogy ezzel a diákokkal az ukrán katonák által kifolyt vérre emlékeztesse, hogy ne tüntessenek. Az épület egy domb tetején található, és jelentősen befolyásolta Kijev építészeti elrendezését a 19. században.

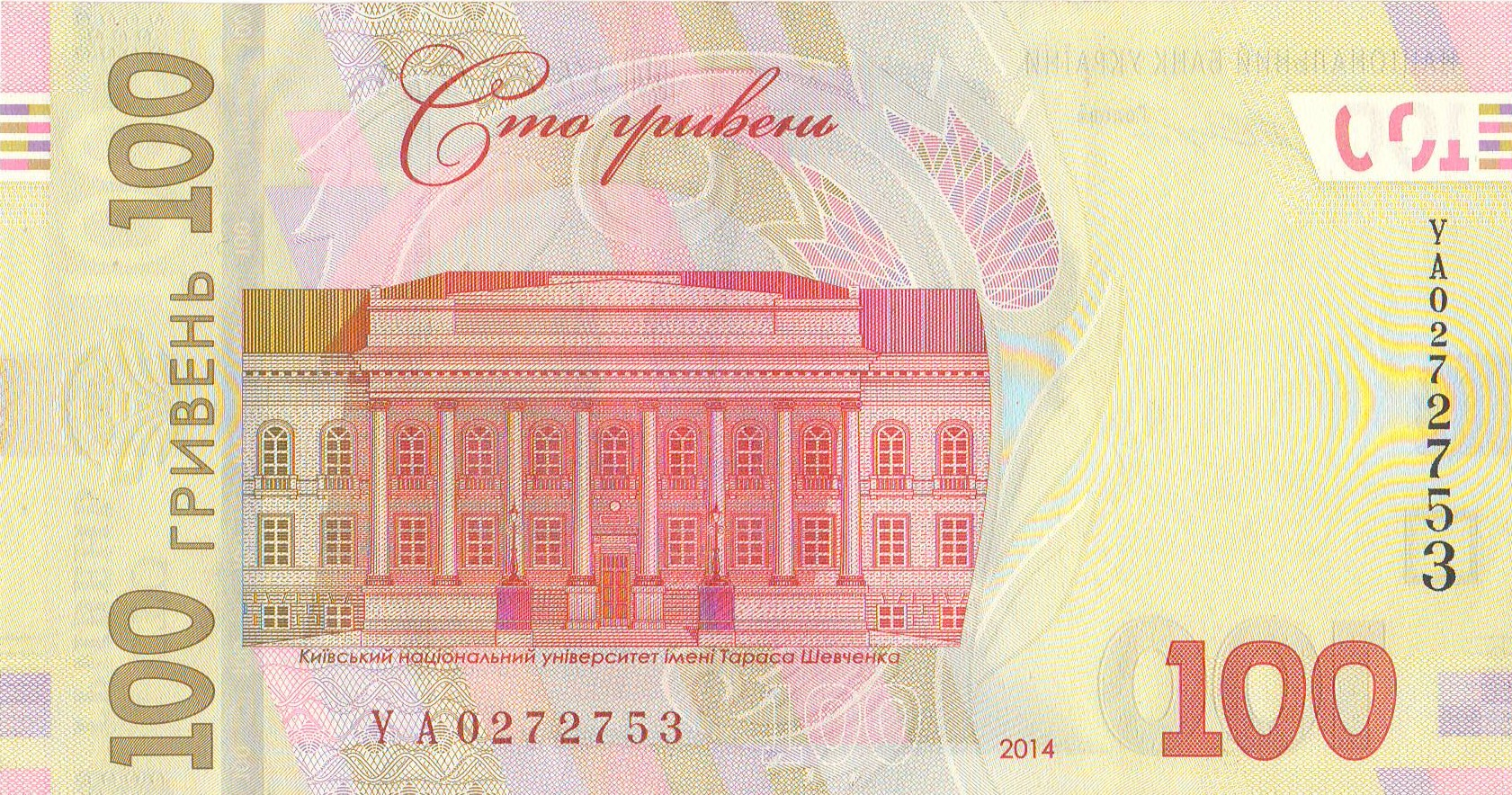
Egy ukrán 100 hrivnyás bankjegy, amely az épületet ábrázolja.

Az épülethez közel becsapódott egy rakéta 2022. október 10-én, a 2022-es orosz invázió alatt, ezt az eseményt egy telefon kamerája rögzítette is.

## Képek

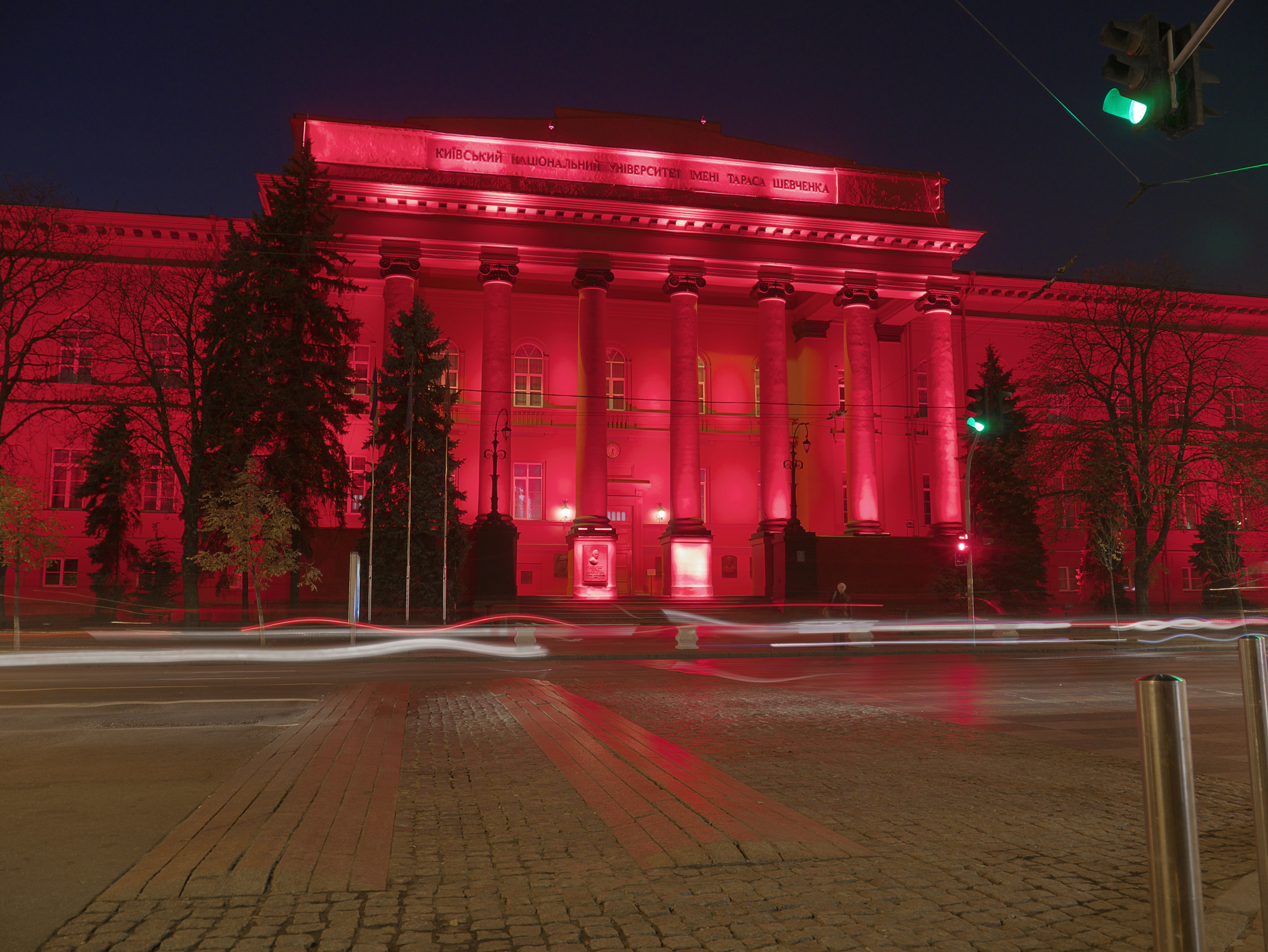
Az épület kivilágítva
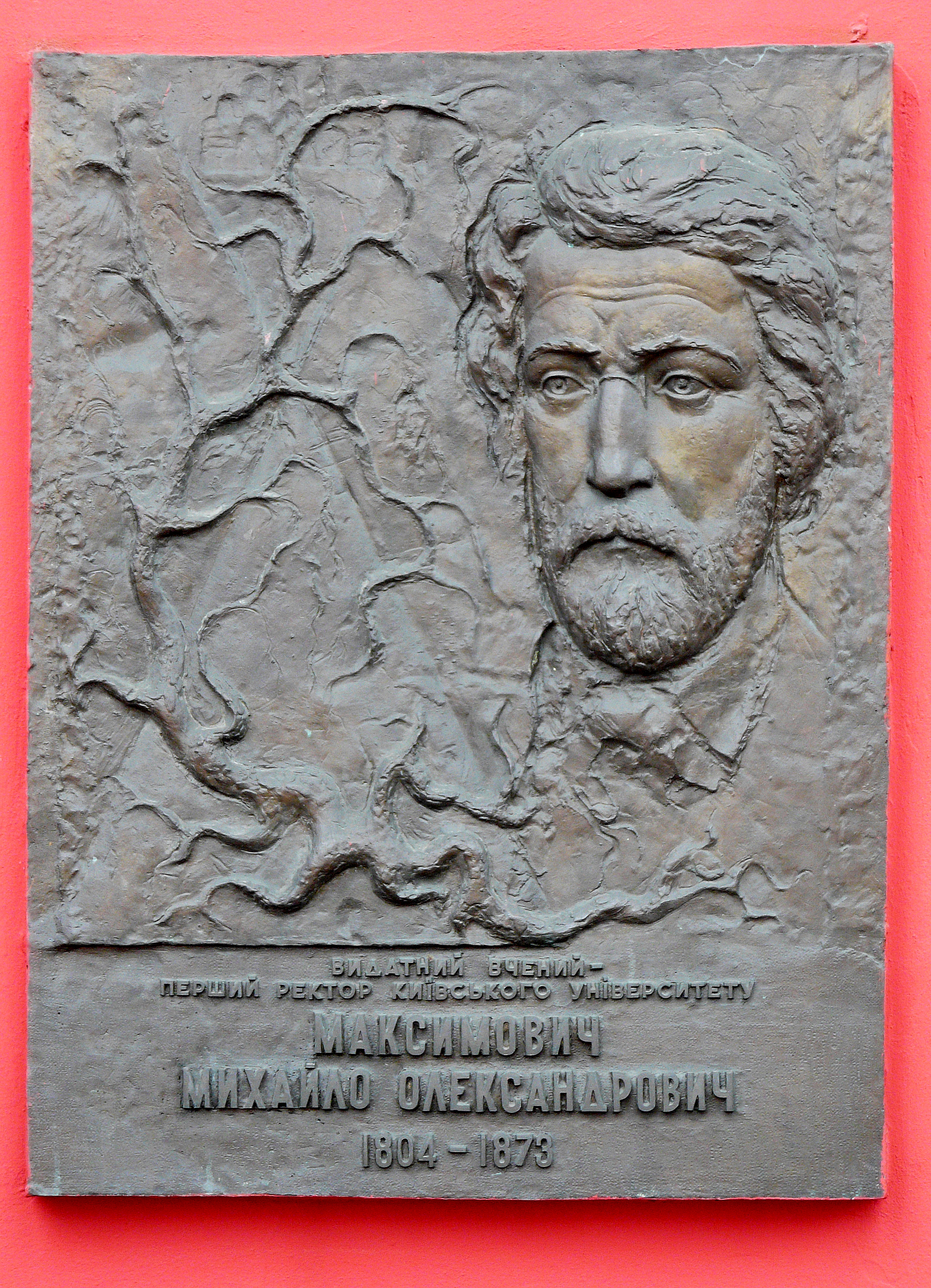
Az egyetem első rektorának emléktáblája a homlokzaton
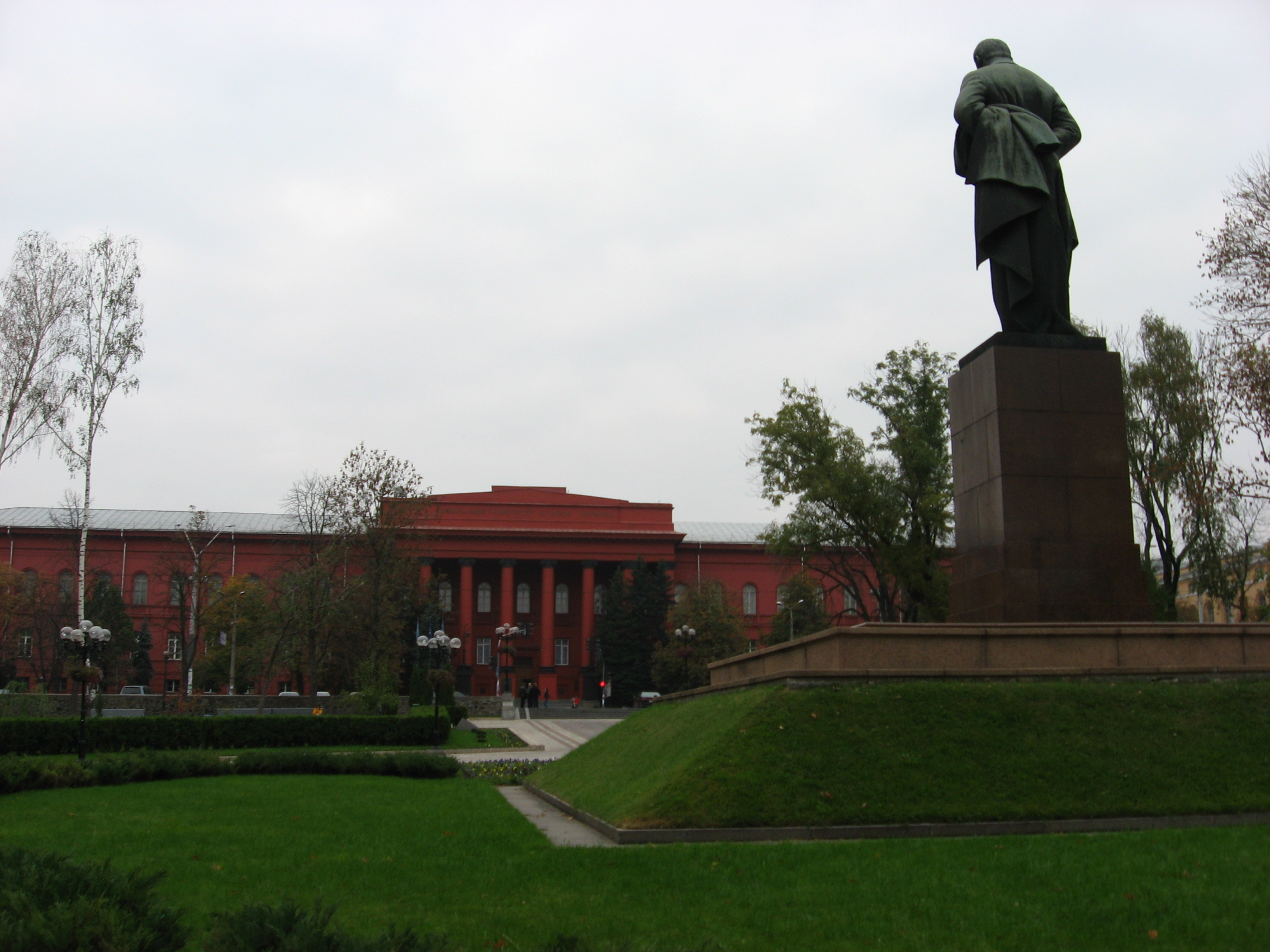
Tarasz Sevcsenko szobra az udvarban
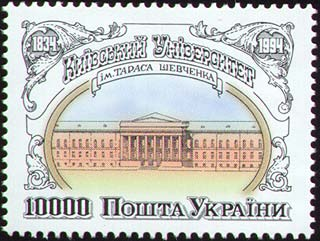
1994-es bélyeg az épületről